# 간월천
간월천(肝月川)은 울산광역시 울주군 상북면 등억알프스리의 간월폭포에서 발원하여 남동류하다가 작괘천으로 흘러드는 하천이다.